# سامانثا فرناندو
سامانثا فرناندو (25 مارس 1985 - ) هو لاعب كريكت سريلانكي.